# Терейл
Терейл (нід. Terheijl) — селище в нідерландській провінції Дренте. Входить до муніципалітету Норденвелд.
Перша згадка про населений пункт датується 1325 роком.

## Галерея

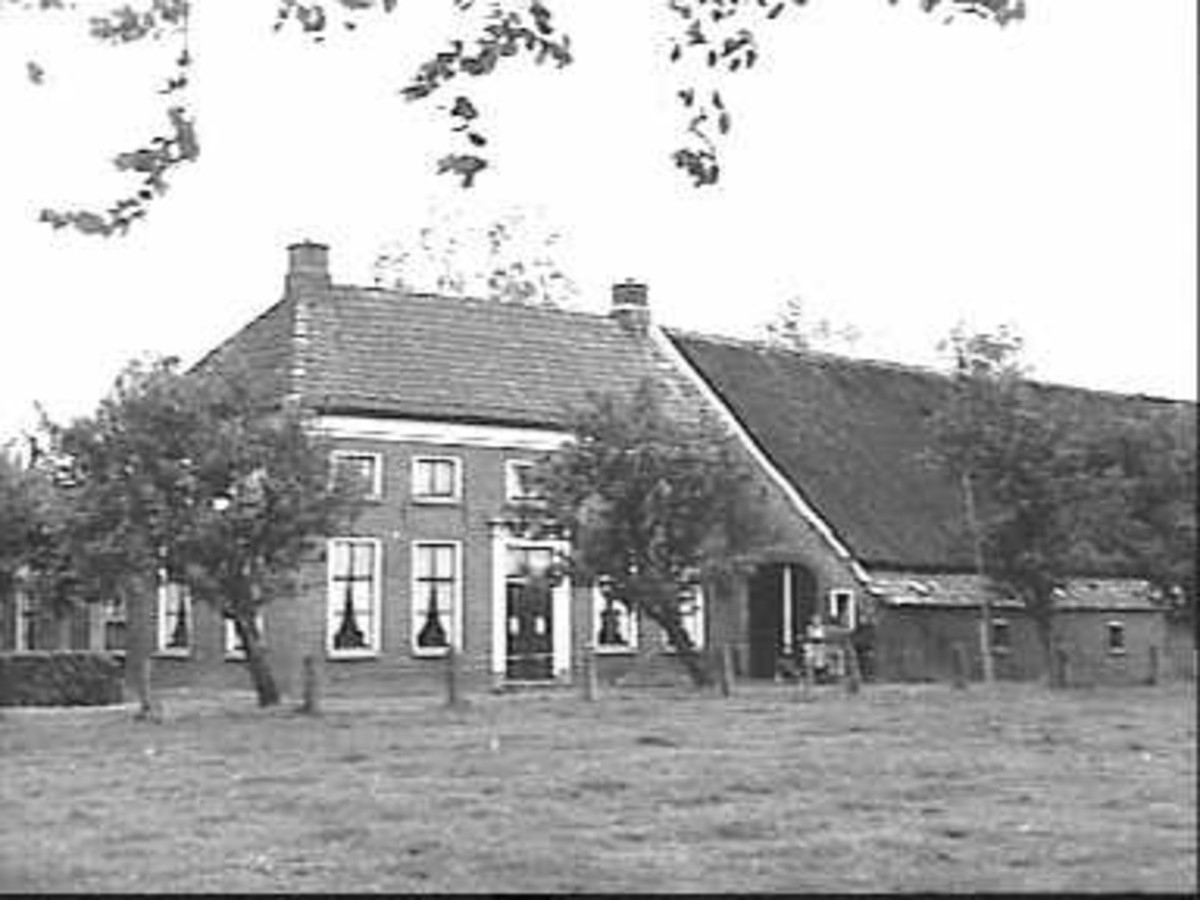
Ферма в Терейлі (1961)